# ديفيد بانكس (مجدف)
ديفيد بانكس (بالإنجليزية: David Banks)‏ هو مجدف أمريكي، ولد في 30 أغسطس 1983 في واشنطن العاصمة في الولايات المتحدة.

## وصلات خارجية
- دايفيد بانكس على موقع الاتحاد الدولي للتجديف (الإنجليزية)
- دايفيد بانكس على موقع اللجنة الأولمبية الدولية (الإنجليزية)
- دايفيد بانكس على موقع أوليمبيديا (الإنجليزية)